# William John Burchell

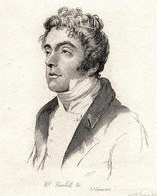
William John Burchell

William John Burchell (* 23. Juli 1781 in London (Fulham); † 3. März 1863 in Churchfield House, Fulham) war ein britischer Naturforscher und Botaniker. Er war einer der bedeutendsten afrikanischen Forschungsreisenden. Sein offizielles botanisches Autorenkürzel lautet „Burch.“

## Leben und Wirken
Burchell wurde als einziger Sohn des reichen Pflanzenzüchters Matthew Burchell, Eigentümer der Fulham Nurseries geboren. Er war ein sehr fähiger Naturforscher, der ausgedehnte naturgeschichtliche Sammlungen anlegte und viele neue Arten beschrieb. Jedoch wurden seine Leistungen von seinen Zeitgenossen nicht gänzlich anerkannt, und er wurde im Alter einzelgängerisch und unglücklich.
Burchell war schon früh an Naturgeschichte interessiert. Er wurde an der Raleigh House Academy in Mitcham (Surrey) erzogen und lernte dann Botanik an den Kew Royal Botanic Gardens in London (Richmond). 1803 wurde er in die Linnean Society aufgenommen. 1805 reiste er nach St. Helena. September 1806 wurde er auf Einladung des Gouverneurs Schulmeister der Insel, im November desselben Jahres Leiter des Botanischen Gartens. Hier baute er Pflanzen aus Afrika, Südamerika, und Ostasien an. Ferner studierte er die Flora der Insel. Im September 1808 ernannte ihn die britische Ostindienkompanie zum Naturforscher der Insel, und er gab seine Lehrerstellung auf.
Im Jahre 1810 verließ er St. Helena wegen Konflikten mit einem neuen Gouverneur und setzte er nach Kapstadt über. Er ließ für sich ein Ochsenfuhrwerk anfertigen und fuhr im Juni 1811 mit sechs Dienern aus dem Volk der Khoi Khoi ins Landesinnere. Über Fraserburg und Prieska reiste er nach Klaarwater, Sneeberg, Graaff-Reinet und über Kuruman ins Betschuanaland. Januar 1813 trat er von Klaarwater die Rückreise über Graaff-Reinet, Grahamstown und die Küste des Indischen Ozeans an, um Kapstadt in April 1815 zu erreichen. Diese Expedition ist in einem zweibändigen Werk dokumentiert, Travels in the interior of southern Africa (1822–1824). Burchell kehrte 1815 mit 63.000 Arten nach England zurück, viele Exemplare wurden der Naturgeschichtlichen Abteilung des British Museum in London vermacht (diese Abteilung ist heute das Londoner Natural History Museum). John Hutchinson (1884–1972) schrieb in A botanist in Southern Africa: Probably no such collection gathered by a man ever left Africa before or since. (Vermutlich hat niemand vor oder nach ihm so viel in Afrika gesammelt.)
Weil einige Exemplare seiner Sammlung während der Lagerung im British Museum Schaden genommen hatten, zerstritt er sich mit den Verantwortlichen und der Führung des Museums. Nach der Auseinandersetzung benannte der damalige Kustos für Zoologische Sammlungen Dr. John Edward Gray das Steppenzebra Asinus burchellii nach ihm, wohlwissend, dass asinus im Lateinischen für Esel oder Dummkopf steht. Später wurden die Gattungen Asinus und Equus Linnaeus, 1758 zusammengeführt, nunmehr hieß dieses Zebra Equus burchellii (J. E. Gray, 1824), was aber heute ein Synonym des älteren Namens Equus quagga Boddaert, 1785 ist, beziehungsweise nur noch die Unterart Burchell-Zebra (Equus quagga  burchelli) umfasst.
Die Jahre von 1815 bis 1825 verbrachte er damit, die gesammelten Arten zu ordnen und zu dokumentieren. Anschließend begab er sich auf seine letzte Expedition, über Lissabon, Madeira und die Kanaren nach Rio de Janeiro, wo er im Juli 1825 ankam. Hier, sowie in der Serra dos Órgãos und im südlichen Minas Gerais sammelte er über 20.000 Insekten, 362 Vogelarten und viele andere Tiere und Pflanzen. Er kehrte 1830 nach England zurück, wo er in Anerkennung seiner Leistungen 1834 den Ehrendoktor von der University of Oxford erhielt. In späteren Lebensjahren zog er sich aus der Öffentlichkeit zurück. Seine letzten Jahre war er krank, und er nahm sich 1863 das Leben.
Ca. zwei Jahre nach seinem Tode schenkte seine Schwester Anna Burchell den Großteil seiner ethnologischen, geologischen entomologischen und sonstigen zoologischen Sammlungen dem Oxford University Museum of Natural History, darunter die Präparate vieler Vögel und Säugetiere.

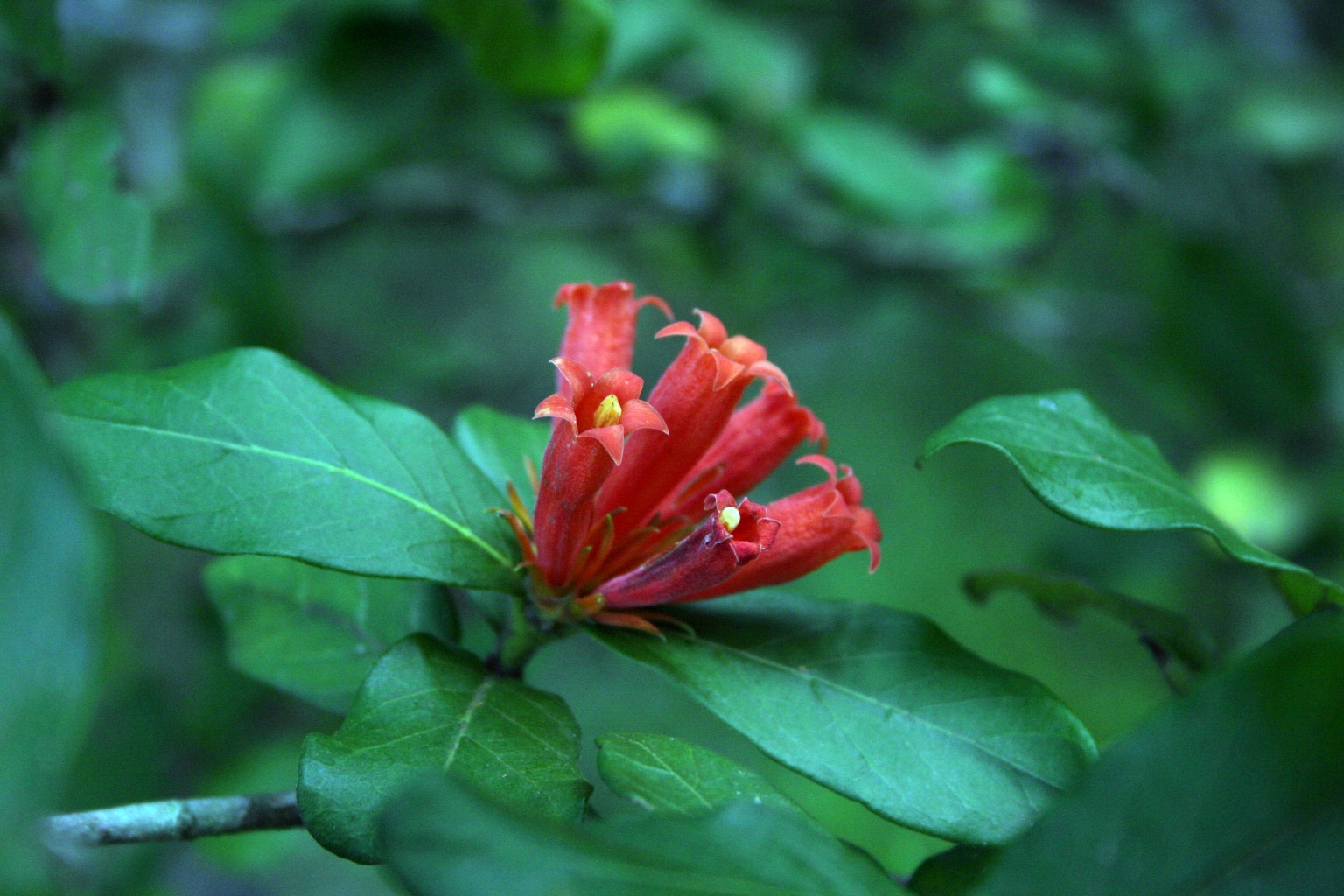
Burchellia bubalina

Burchell zu Ehren wurde eine Gattung Burchellia R.Br. aus der Pflanzenfamilie der Rötegewächse (Rubiaceae) nach ihm benannt.

## Schriften (Auswahl)
- Hints on emigration to the Cape of Good Hope. Hatchard & Son, London 1819 (online).
- Travels in the interior of southern Africa. Longman, Hurst, Rees, Orme & Brown, London 1822–1824, Band 1, Band 2.
  - Reisen in das Innere von Süd-Afrika. Neue Bibliothek der wichtigsten Reisebeschreibungen zur Erweiterung der Erd- und Völkerkunde, Bände 32 und 39. Verlag des Großherzoglich Sächsischen priv. Landes-Industrie-Comptoirs, Weimar 1822–1825. Online: Band 1, Band 2
  - Эпизоды путешествія Бурчеля во внутренность южной Африки. А. А. Плюшар, Санкт-Петербург 1854 (online, online).